# Panteras Rosa
As Panteras Rosa  (Frente de Combate à LesBiGayTransFobia) são um movimento colectivo e sem hierarquias, que aposta numa democracia radical e na acção directa contra as discriminações e agressões de que é alvo a comunidade LGBT. Enquanto grupo queer e transfeminista, as Panteras Rosa denunciam o cissexismo, o heterossexismo e o primado da heterossexualidade como parte de um sistema político patriarcal que cria diferenciações sexuais e de género para determinar desigualdades sociais.
Criado em Portugal em 2004, o movimento Panteras Rosa tem desenvolvido actividade pública à volta de casos de violência ou de discriminação, como por exemplo, no caso de ataques organizados contra homens homossexuais em Viseu (2005) ou, em 2006, no caso do assassinato da mulher trans Gisberta Salce Júnior por um grupo de jovens na cidade do Porto, caso que viria a motivar a alteração do nome do grupo, anteriormente conhecido como "Frente de Combate à Homofobia".